# Lista de ilhas e penínsulas de Macau

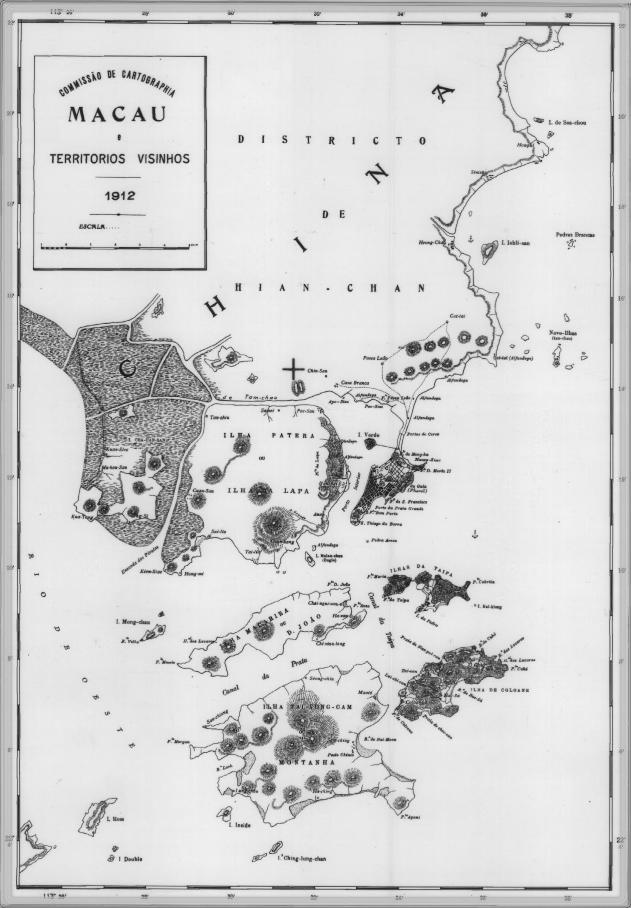
Mapa de Macau colonial e suas proximidades, 1912.

Atualmente, existe apenas uma ilha no território de Macau, que localiza-se ao sul da península da região administrativa especial e ao leste da ilha Hengqin no rio das Pérolas, na província de Cantão, na República Popular da China. A ilha permanece sem nome desde a sua criação no final da década de 1990, após o projeto de recuperação de Cotai que encheu o canal entre a ilha de Taipa e a ilha de Coloane.
Historicamente, a ilha sem nome era administrada pelo Concelho das Ilhas. Atualmente, a ilha é dividida pelos distritos de Taipa, Coloane e Cotai.
A península de Macau era uma ilha do Delta do Rio das Pérolas, que ligava a China continental como resultado da sedimentação que tornou-a uma península cerca de mil anos atrás. Para além deste caso, todas as ex-ilhas macaenses foram integradas na península de Macau ou na recente ilha sem nome, direta ou indiretamente, como resultado de um aterro marítimo.

## Península(s)
- Península de Macau

## Ilha(s)
- A ilha de Taipa, Coloane, e Cotai.
- Hengqin: anteriormente era conhecida como Dom João e Montanha por causa das ilhas Lapa, Dom João e Montanha. Parte das ilhas é controlada por Macau, como parte de um acordo realizado entre a China e Macau.[1][2]

## Antigas ilhas
- Ilha de Macau
- Taipa
- Coloane
- Ilha Verde: foi ligada à península de Macau em 1895, quando um passeio (conhecido atualmente por Avenida do Conselheiro Borja) foi construído.[3]
- Ilhéu de Macau-Siac: foi ligado ao nordeste da península de Macau em janeiro de 1921, durante as obras de aterro para a expansão do Porto Exterior de Macau.
- Ilha Kai Kiong: foi ligada ao Aeroporto Internacional de Macau, em Taipa, em 1995.
- Pedra da Areca
- Ilhéu das Lázaras: está ligado ao nordeste de Coloane.